# Рорих фон Хахенбург
Рорих фон Хахенбург (на немски: Rorich von Hachenburg; † сл. 24 февруари 1237) е фогт на Хахенбург във Вестервалд в Рейнланд-Пфалц, Германия.

## Фамилия
Рорих фон Хахенбург се жени за Гуда фон Грайфенщайн († сл. 8 септември 1270), дъщеря на Крафто фон Байлщайн-Грайфенщайн. Те имат децата:
- Рорих фон Грайфенщайн
- Хайнрих, фогт на Хахенбург
- Крафто фон Грайфенщайн († 1281), женен за фон Вестербург († сл. 1270), дъщеря на Зигфрид IV фон Рункел-Вестербург († 1266) и съпругата му фон Диц[2]
- дъщеря фон Хахенбург, омъжена между 1267 и 1273 г. за Герлах II фон Грайфенщайн-Изенбург († сл. 1273), син на граф Герлах I фон Лимбург-Щаден († сл. 1289) и Имагина фон Близкастел († сл. 13 ноември 1267)[3][4]
- Елизабет фон Грайфенщайн († 1290), омъжена за Адолф I фон Графшафт († 1284), господар на Норденау